# Valsemé
Valsemé est une commune française située dans le département du Calvados en région Normandie, peuplée de 264 habitants.

## Géographie

### Localisation
Situé à 3 km au sud-ouest de Clarbec, la commune est proche également du parc naturel régional des Boucles de la Seine normande.

### Communes limitrophes
| Beaumont-en-Auge, Bourgeauville                       | Drubec    | Clarbec |
| Annebault                                             | Valsemé   | Clarbec |
| Danestal (sur quelques dizaines de mètres), Bonnebosq | Bonnebosq | Clarbec |

### Géologie et relief
La commune est classée en zone de sismicité 1, correspondant à une sismicité très faible.

### Hydrographie
La commune est située dans le bassin Seine-Normandie. Elle est drainée par l'Yvie, le fossé 01 de la commune de Bonnebosq, le fossé 01 de la commune de Valsème et le fossé 01 de la commune de Clarbec,,.
L'Yvie, d'une longueur de 10 km, prend sa source dans la commune  et se jette  dans la Touques à Pont-l'Évêque, après avoir traversé quatre communes. 

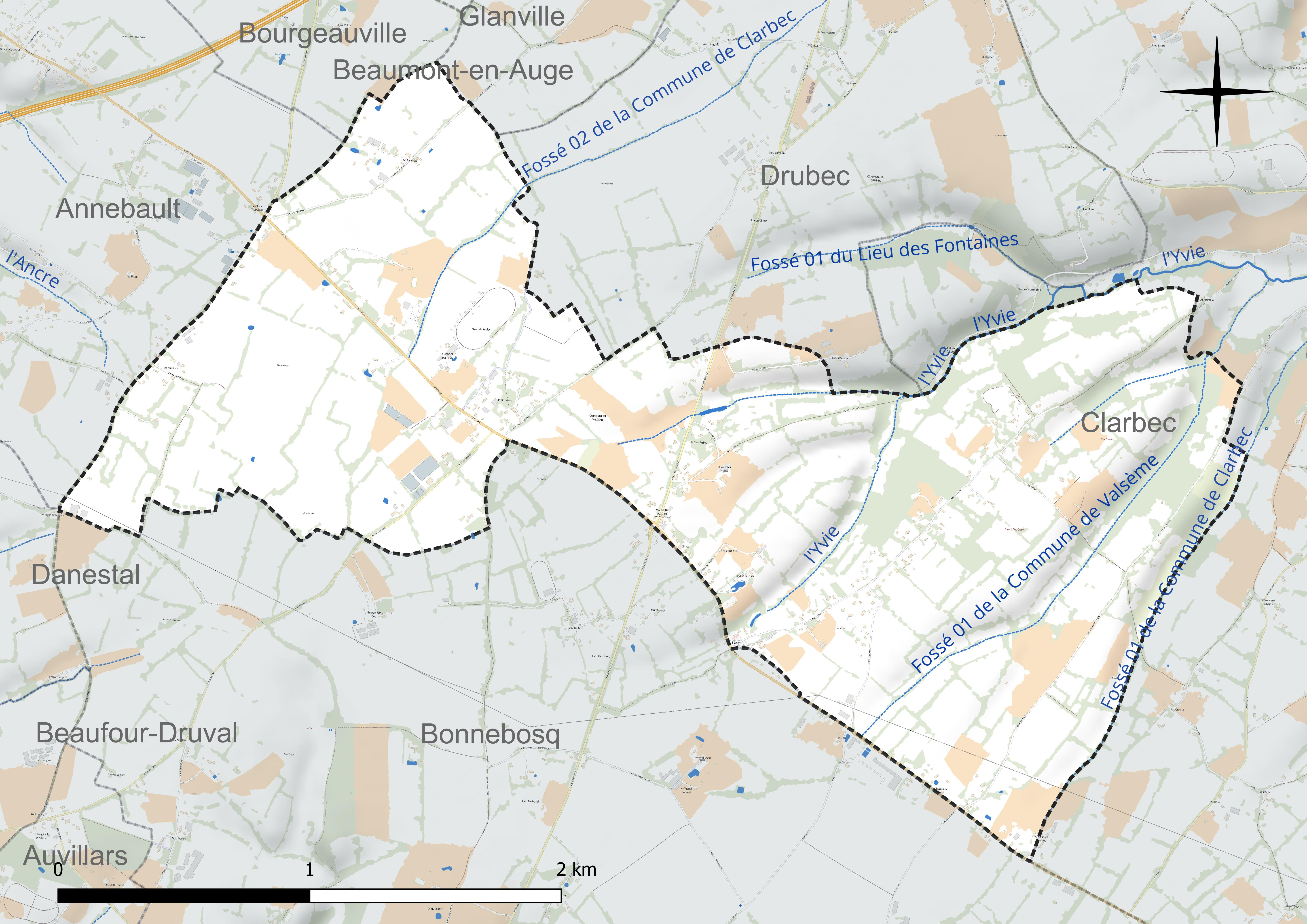
Réseau hydrographique de Valsemé.

### Climat
Pour des articles plus généraux, voir Climat de la Normandie et Climat du Calvados.
En 2010, le climat de la commune est de type climat océanique franc, selon une étude du CNRS s'appuyant sur une série de données couvrant la période 1971-2000. En 2020, Météo-France publie une typologie des climats de la France métropolitaine dans laquelle la commune est exposée à un climat océanique et est dans la région climatique Côtes de la Manche orientale, caractérisée par un faible ensoleillement (1 550 h/an) ; forte humidité de l'air (plus de 20 h/jour avec humidité relative > 80 % en hiver), vents forts fréquents. Parallèlement le GIEC normand, un groupe régional d'experts sur le climat, différencie quant à lui, dans une étude de 2020, trois grands types de climats pour la région Normandie, nuancés à une échelle plus fine par les facteurs géographiques locaux. La commune est, selon ce zonage, exposée à un « climat contrasté des collines », correspondant au Pays d'Auge, Lieuvin et Roumois, moins directement soumis aux flux océaniques et connaissant toutefois des précipitations assez marquées en raison des reliefs collinaires qui favorisent leur formation.
Pour la période 1971-2000, la température annuelle moyenne est de 10,3 °C, avec  une amplitude thermique annuelle de 12,8 °C. Le cumul annuel moyen de précipitations est de 857 mm, avec 12,8 jours de précipitations en janvier et 8,5 jours en juillet. Pour la période 1991-2020, la température moyenne annuelle observée sur la station météorologique la plus proche, située sur la commune de Deauville à 14 km à vol d'oiseau, est de 0,0 °C et le cumul annuel moyen de précipitations est de 0,0 mm. Pour l'avenir, les paramètres climatiques de la commune estimés pour 2050 selon différents scénarios d'émission de gaz à effet de serre sont consultables sur un site dédié publié par Météo-France en novembre 2022.

## Urbanisme

### Typologie
Au 1er janvier 2024, Valsemé est catégorisée commune rurale à habitat dispersé, selon la nouvelle grille communale de densité à 7 niveaux définie par l'Insee en 2022.
Elle est située hors unité urbaine et hors attraction des villes,.

### Occupation des sols
L'occupation des sols de la commune, telle qu'elle ressort de la base de données européenne d'occupation biophysique des sols Corine Land Cover (CLC), est marquée par l'importance des territoires agricoles (100 % en 2018), une proportion identique à celle de 1990 (100 %). La répartition détaillée en 2018 est la suivante : 
prairies (63,9 %), zones agricoles hétérogènes (22,2 %), terres arables (13,9 %). L'évolution de l'occupation des sols de la commune et de ses infrastructures peut être observée sur les différentes représentations cartographiques du territoire : la carte de Cassini (XVIIIe siècle), la carte d'état-major (1820-1866) et les cartes ou photos aériennes de l'IGN pour la période actuelle (1950 à aujourd'hui).

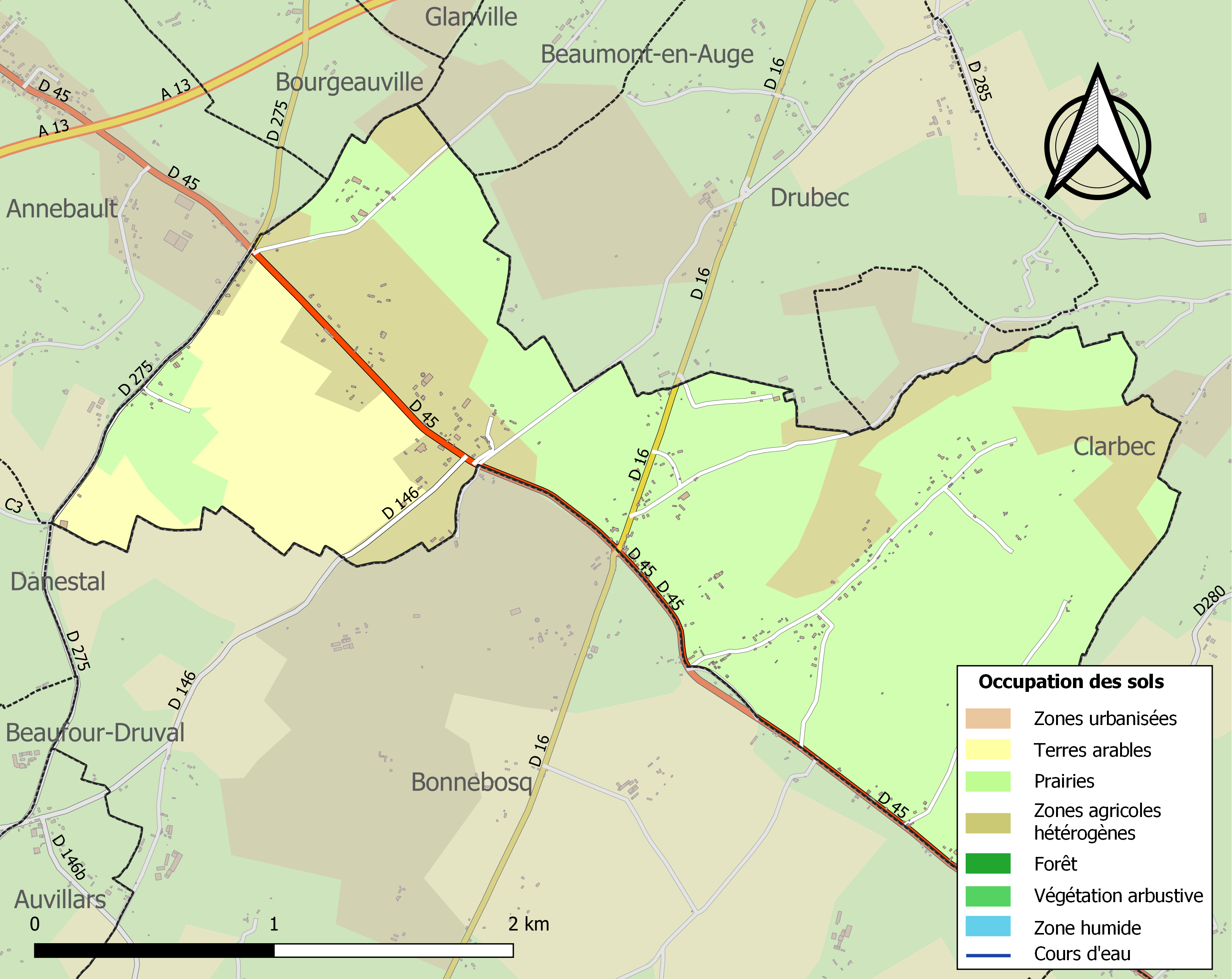
Carte des infrastructures et de l'occupation des sols de la commune en 2018 (CLC).

### Logement
En 2013, le nombre total de logements dans la commune était de 149.
Parmi ces logements, 75,1 % étaient des résidences principales, 18,4 % des résidences secondaires et 6,5 % des logements vacants.
La part des ménages propriétaires de leur résidence principale s'élevait à 80,9 %.

## Toponymie
Le nom de la localité est attesté sous les formes Vallis Seminata en 1350, Valsemey en 1793, Valesemé en 1801.
De l'oïl val « vallée »  et de l'adjectif féminin « semée » ; masculin « postérieur ».
Le gentilé est Valsemerais.

## Histoire
La commune actuelle a été constituée par la réunion des communes de Valsemé et de La Chapelle-Hainfray (décret du 17 juin 1865).[réf. nécessaire]

## Politique et administration
| Période   | Période   | Identité         | Étiquette | Qualité     |
| --------- | --------- | ---------------- | --------- | ----------- |
|           | 1989      | Bernard Lepetit  |           |             |
| 1989      | mars 2008 | Albert Bauchet   | SE        | Agriculteur |
| mars 2008 | En cours  | Thierry Langlois | SE        | Commercial  |

Le nombre d'habitants, au dernier recensement, étant compris entre 100 et 499, le nombre de membres du conseil municipal est de 11.

## Démographie
L'évolution du nombre d'habitants est connue à travers les recensements de la population effectués dans la commune depuis 1793. Pour les communes de moins de 10 000 habitants, une enquête de recensement portant sur toute la population est réalisée tous les cinq ans, les populations de référence des années intermédiaires étant quant à elles estimées par interpolation ou extrapolation. Pour la commune, le premier recensement exhaustif entrant dans le cadre du nouveau dispositif a été réalisé en 2005.
En 2022, la commune comptait 264 habitants, en évolution de −5,04 % par rapport à 2016 (Calvados : +1,58 %, France hors Mayotte : +2,11 %).
| 1793 | 1800 | 1806 | 1821 | 1831 | 1836 | 1841 | 1846 | 1851 |
| ---- | ---- | ---- | ---- | ---- | ---- | ---- | ---- | ---- |
| 103  | 224  | 282  | 274  | 259  | 255  | 238  | 237  | 225  |

| 1856 | 1861 | 1866 | 1872 | 1876 | 1881 | 1886 | 1891 | 1896 |
| ---- | ---- | ---- | ---- | ---- | ---- | ---- | ---- | ---- |
| 214  | 287  | 302  | 286  | 282  | 258  | 259  | 223  | 216  |

| 1901 | 1906 | 1911 | 1921 | 1926 | 1931 | 1936 | 1946 | 1954 |
| ---- | ---- | ---- | ---- | ---- | ---- | ---- | ---- | ---- |
| 213  | 180  | 193  | 183  | 181  | 163  | 164  | 145  | 172  |

| 1962 | 1968 | 1975 | 1982 | 1990 | 1999 | 2005 | 2006 | 2010 |
| ---- | ---- | ---- | ---- | ---- | ---- | ---- | ---- | ---- |
| 152  | 143  | 121  | 129  | 184  | 247  | 269  | 273  | 280  |

| 2015 | 2020 | 2022 | - | - | - | - | - | - |
| ---- | ---- | ---- | - | - | - | - | - | - |
| 276  | 267  | 264  | - | - | - | - | - | - |

## Économie

### Revenus de la population et fiscalité
Le nombre de ménages fiscaux en 2013 était de 107 représentant 282 personnes et la  médiane du revenu disponible par unité de consommation  de 20 226 €.

### Emploi
En 2014, le nombre total d'emploi dans la zone était de 55, occupant 134 actifs résidants (salariés et non-salariés) .
Le taux d'activité de la population âgée de 15 à 64 ans s'élevait à  79,9 % contre un taux de chômage (au sens du recensement) de 8,6 %. Les inactifs se répartissent de la façon suivante : étudiants et stagiaires non rémunérés 10,3 %, retraités ou préretraités 6,3 %, autres inactifs 3,4 %.

### Entreprises et commerces
En 2015, le nombre d'établissements actifs était de 33 dont 9 dans l'agriculture-sylviculture-pêche, 2 dans l'industrie, 8 dans la construction, 13 dans le commerce-transports-services divers et 1 était relatif au secteur administratif.
Cette même année, aucun entreprise n'a été créée.

## Culture locale et patrimoine

### Lieux et monuments

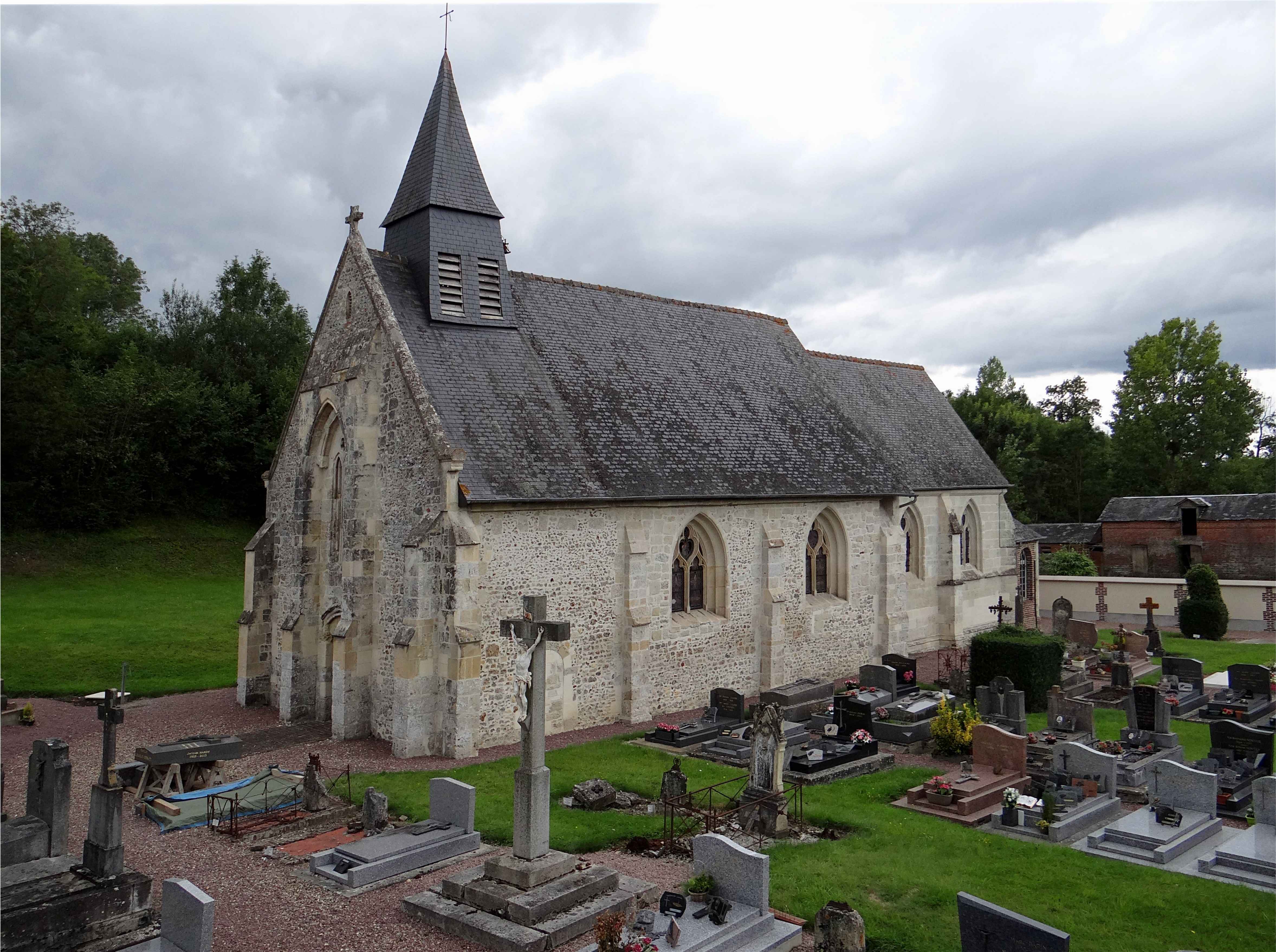
L'église Saint-Gabriel.

- Église Saint-Gabriel.

### Valsemé dans les arts
Valsemé est citée dans le poème d'Aragon, Le Conscrit des cent villages, écrit comme acte de Résistance intellectuelle de manière clandestine au printemps 1943, pendant la Seconde Guerre mondiale.

### Héraldique
| Blason de Valsemé | Blason  | De gueules au chevron renversé d'or chargé de trois fermaux du champ et accompagné en chef d'un lis des jardins fleuri d'argent, tigé et feuillé de sinople. |
| Blason de Valsemé | Détails | Le chevron renvoie au nom de la commune : « Val », qui vient de « vallée », et les fermaux sont repris des armes de la famille de Malet, dont étaient issus les marquis de Valsemé. Le lis est l'attribut de saint Gabriel, patron de la paroisse. Le statut officiel du blason reste à déterminer. |